# Pedicia littoralis
Pedicia (Crunobia) littoralis là một loài ruồi trong họ Pediciidae. Chúng phân bố ở vùng sinh thái Palearctic.